# Xi Kang
Pour les articles homonymes, voir Xi (homonymie).
Compléments
- L'un des Sept Sages de la forêt de bambous

Xi Kang, ou Ji Kang (chinois 嵇康), né en 223, mort en 262, est un poète, musicien et penseur chinois de l'époque des Trois Royaumes.
Xi Kang est la figure centrale du groupe des Sept Sages de la forêt de bambous (竹林七賢). Haut dignitaire, le plus grand poète et le philosophe le plus célèbre de son temps. Après la fin de l'empire unifié des Han, il est l'un des premiers poètes à manifester l'intérêt grandissant pour le taoïsme (mouvement connu sous le nom de néotaoïsme). Musicien, Xi Kang a aussi écrit un traité sur la musique (qin fu 琴賦).
Xi Kang, qui a rédigé des œuvres parmi les plus marquantes de la logique et de la dialectique chinoise médiévale, s'est consacré surtout à la réflexion sur les moyens d'atteindre l'immortalité selon l'angle taoïste, qui peut être atteinte par des réflexions sur la nature du dao, ou encore la pratique d'une musique libérant l'esprit des émotions et contraintes extérieures.
Étant lié maritalement avec le clan royal au pouvoir des Wei, il refusa un poste proposé par Sima Zhao transmis par son ancien ami Shan Tao (le doyen du groupe des « Sept Sages de la forêt de bambous »). Son refus coïncida avec une lettre restée fameuse dans laquelle il annonçait à Shan Tao leur rupture définitive. Il fut exécuté sur ordre de Sima Zhao, mais joua de la cithare (qin) jusqu'au dernier instant.
L'année suivante, en 263, Sima Zhao envahissait le royaume de Shu-Han et recevait, peu de temps après, la soumission de l'« Empereur » Liu Shan.

## Fragments d'un poème
« Le monde vulgaire s'éveille difficilement;
Il ne s'arrête jamais dans sa poursuite des choses matérielles.
Mais l'homme parfait regarde au loin;
Il retourne à la nature.
(...)
Car le corps est à estimer, le vain nom à mépriser.
La gloire et le déshonneur n'existent pas.
L'important est de laisser aller sa volonté
Et de libérer son cœur sans repentirs. »

## Éléments biographiques
Il est né dans une famille riche et puissante, étroitement liée à la famille impériale. Son père est mort alors que Xi Kang n'était qu'un bébé, il a donc été élevé par sa mère et son grand frère qui l'ont un peu laissé faire ce qu'il voulait pendant l'enfance. Il a laissé quelques mots sur son enfance : il aurait suivi ses penchants naturels : une inaction considérable. Mais cela ressemble beaucoup à une apologie taoïste de sa vie, rétrospectivement cohérente depuis son point d'arrivée à l'âge mûr. Ayant vécu dans une famille de lettrés confucianistes il a eu tous les livres canoniques autour de lui et en a profité pour les lire et les connaître parfaitement, très tôt. Son frère nous apprend qu’il était un génie dès l’enfance et qu’il a tout appris tout seul, sans maître.
La maison ancestrale se trouvait au Nord-Ouest de l’Anhui, dans un des centres de la révolte des Turbans Jaunes. Il est donc très probable qu’il ait eu aussi une bonne connaissance du taoïsme populaire qui animait cette révolte et qui avait eu une influence profonde dans le pays. Mais, par ailleurs, le taoïsme avait de nouveau la faveur des lettrés depuis environ un siècle. Ce fut la rencontre de ces deux faits qui aiguillèrent l’autre part de ses études.
Jeune adulte il parviendra au mandarinat du septième degré (tchong-san ta-fou) avec la nécessité de devenir fonctionnaire actif comme son père et ses parents. Son frère sera « bachelier » (sieou-ts’ai) et aura un poste néanmoins élevé, mais avec un sens des responsabilités et des traditions tout à fait confucianistes, ce qui lui fera accepter de partir à la guerre quand on le lui commandera. Xi Kang, préparé à une vie contemplative et amoureux de la vie, ne se soumettrait pas aux traditions.
Après qu’il a épousé une princesse impériale peu avant 248  il reçoit un poste honorifique et un traitement en conséquence qui lui permettra de vivre sans travailler. Il règne alors dans le pays de Wei, comme dans toute la Chine, une extrême confusion et vivre à la cour ou s’engager au service de tel ou tel risque fort de conduire rapidement à une mort certaine. Il déménage alors au Nord de la capitale Luoyang dans le district de Shanyang (actuelle province du Henan). Et c’est dans cette demeure qu’il se retire avec ses amis. Ce sera le lieu des « causeries pures » qui les rendront célèbres. C’est aussi le lieu de ses recherches taoïstes de Longue Vie, et il s’y livra de plus en plus intensément.
Il y jouait du qin, cette cithare qu’il avait choisi parce qu’elle était « la plus apte à [le] calmer ». Dans son traité sur le ‘’qin’’ il développe certaines idées en rupture radicale avec le confucianisme : « La musique n’a ni joie ni tristesse ! ». Il faut la considérer en elle-même. Et si elle a pour principe sa qualité, bonne ou mauvaise, elle n’a aucune relation avec la joie ou la tristesse. D’autre part puisque l’on trouve des traditions musicales différentes dans les différentes régions, et que l’on peut ainsi se méprendre en trouvant joyeuse une musique de célébration funèbre, il faut accepter la variabilité de la musique et ne pas la juger selon des critères « moraux » prétendument universels (confucéens). La musique n’a rien à voir avec les questions de moralité (Confucius critiquait pour cette raison la musique de Yu Chouen). Si Xi Kang apprécie tant la musique c’est parce que, pour lui, elle n’est pas en relation avec les émotions au contraire « elle est à même de libérer l’homme de ses émotions et de le mettre dans un état de calme qui convient à la méditation mystique ».
Le refus de « servir » l'État et de telles pensées, exprimées par écrit et diffusées, tout cela était punissable par la peine capitale. Et des accusations explicites furent rédigées en ce sens par les confucianistes.
Son attitude et ses convictions, explicites dans ses écrits conservés, nous permettent de comprendre ce qui était en marche dans la culture de ce IIIe siècle, et comment les milieux lettrés étaient prêts à s'engager dans une expérience religieuse fervente comme ce fut le cas à grande échelle avec le bouddhisme, qui se manifesta en Chine en gagnant en visibilité dans toute la population dès le début du IVe et ce jusqu'au IXe siècle.

## Traduction
- [Extrait] Xi Kang, Lettre de refus à Shan Juyuan, dans Jacques Pimpaneau, Anthologie de la littérature chinoise classique, Philippe Picquier, 2004
- Éloge de l'anarchie par deux excentriques chinois. Polémiques du troisième siècle traduites et présentées par Jean Levi, Éditions de l'Encyclopédie des nuisances, Paris, 2004